# Gasparia kaiangaroa
Gasparia kaiangaroa är en spindelart som beskrevs av Forster 1970. Gasparia kaiangaroa ingår i släktet Gasparia och familjen Desidae.
Artens utbredningsområde är Chathamöarna. Inga underarter finns listade i Catalogue of Life.